# Javak
Javak alatt értünk a közgazdaságtanban minden olyan dolgot, amely – közvetve vagy közvetlenül – emberi szükségletek kielégítésére alkalmas. A javak egyes számú megfelelőjeként általában a jószág szó használatos. A közgazdaságtanban jószág minden olyan dolog (a szó köznapi értelmezésével szemben, ami leginkább ’haszonállat’), amely közvetve vagy közvetlenül emberi szükségletek kielégítésére alkalmas. Közvetlenül, ha a jószág fogyasztásra kerül; közvetve pedig, ha más javak előállításához járul hozzá. Ez utóbbi javakat termelőeszközöknek nevezzük. A fogyasztási cikkekre vagy termelőeszközökre cserélhető pénzt is szokás a javak közé sorolni. A közgazdaságtanban éppúgy jószágnak tekintenek például egy hajvágást vagy egy földterület bérleti jogát, mint egy tölcsér fagylaltot vagy a szomszéd tehenét.
A javak között megkülönböztetünk magán- és közjavakat; utóbbiakat tulajdonságaik folytán nem sajátíthatja ki egyetlen személy – ide sorolható például a közvilágítás. A társadalom közjavakkal való ellátása bürokratikus koordinációt igényel, ezért a legtöbb fejlett társadalomban az állam feladata. A magánjavak esetében viszont a modern közgazdaságtan legdominánsabb irányzatai szerint a magántulajdonban tartás és a piaci (kölcsönös cserén alapuló) koordináció biztosítja a leghatékonyabb elosztást, bár ezt a megállapítást sokan vitatják.

## Csoportosításuk

### Fizikai megjelenésük szerint
Az anyagi (materiális) javak fizikai formában jelennek meg, „megfoghatóak”. Ha mesterségesen lettek előállítva, termékeknek is hívhatjuk őket; ha pedig jelen vannak valamilyen piacon, akkor áruknak is nevezhetők.
Az egyéb javak immateriális javak. Ide tartoznak:
- a vagyoni értékű jogok (bérleti jog, védjegylicencia stb.);
- a szellemi termékek (számítógépes szoftver, találmány, gyártási eljárás stb.);
- a szolgáltatások (például szemétszállítás).

### Szűkösségük szerint
A szűkösség a közgazdaságtan egyik legfontosabb fogalma. Attól függően, hogy egy jószág szűkösen áll-e rendelkezésre, három fő csoportot különböztethetünk meg.
- A szabad javak esetében a szűkösség nem értelmezhető: ilyen a levegő vagy a fény, vagyis amelyek olyan „mennyiségben” vannak jelen, hogy minden rájuk irányuló igényt képesek kielégíteni. Az ilyen javaknak ezért nincs áruk. A szabad javak száma az elmúlt egy-két évszázadban jelentősen csökkent. Korábban még ide számítottak a vizek, az erdők fái, az ásványkincsek egy része stb. Ma már ezek mind árral rendelkező, szűkös javak.

- A szűkös javak nem állnak olyan mennyiségben rendelkezésre, hogy ingyenes hozzáférhetőség esetén minden szükségletet kielégítsenek. Ezért ezeknek a javaknak – legalább egyoldalú – piaca alakul ki: lesznek vásárlók, akik versenyeznek egymással a jószág elfogyasztásáért. Ha a szűkös jószág magántulajdonban van, akkor eladója vagy eladói is lesznek, akik a piacon kínálják. A jószágnak végső soron ára alakul ki, amely biztosítja, hogy csak azok jussanak hozzá, akik ezt az árat megfizették – vagyis azok, akiknek az adott jószág pénzben kifejezve a legtöbbet éri.

- A közjavak esetében a szűkösség olyan értelemben értelmezhető, hogy ezeknek nincsen áruk, ezért a piaci kereslet irántuk mindig nagyobb a kínálatnál. A közjavakat (honvédelem, közlekedési lámpák) ezért mindig egy közösség adójából kell finanszírozni. A közjavak olyan értelemben nem szűkösek, hogy az egyik fogyasztónak okozott hasznosság nem csökken azáltal, hogy több fogyasztó osztozik a közjószágon. A közjavak ezért a szabad és a szűkös javak jellemzőit is magukon viselik.

### Használati joguk szerint
A javakat érdemes aszerint csoportosítani, hogy használatuknak ki viseli a költségét és ki élvezi a gyümölcseit. Ezek a kérdések a birtoklás és tulajdonlás jogi kérdéseivel is összefüggenek.
|                       | Kizárható fogyasztó              | Nincs kizárás                         |
| --------------------- | -------------------------------- | ------------------------------------- |
| Rivalizáló fogyasztás | Magánjószág (például élelmiszer) | Közös jószág (például közutak)        |
| Nincs rivalizálás     | Klubjószág (például mosókonyha)  | Tiszta közjószág (például honvédelem) |

- A magánjavak esetében a magántulajdon és a piac biztosítja a hatékony termelést és hatékony elosztást, ha lehet olyan fogyasztót találni, aki legalább annyira értékeli a jószágot, mint annak közvetlen előállítási költsége. A magánjavak esetében a magántulajdon dominanciája jellemző.

- A klubjavak olyan javak, amelyekből bizonyos határokon belül elég több embernek is egy, mert nem rivalizálnak a használatában. Uszodát nem érdemes egy embernek fenntartania addig, ha akkora klubot tud a fenntartásra szervezni, amelyben az emberek még nem zavarják egymást. A társasházak gyakran tartanak fenn klubjavakat, hiszen a többi ember kizárása megoldott (mosókonyha, közös pingpongasztal). A klubjavak egyik lehetséges jogi leképezése az osztatlan közös tulajdon.

- A közös javak vagy vegyes javak esetében a kizárás nem valósítható meg, de olyan zsúfoltság alakulhat ki, ami az egyes emberek hasznosságérzetét csökkentheti. Például ahol a közutak használata ingyenes, előbb-utóbb csökken a használati értékük, mert egyre lassabban lehet rajtuk haladni. Az ilyen javak használata rivalizáló. A közös javak gyakran állami vagy önkormányzati tulajdonban vannak.

- A tiszta közjavak esetében nem alakul ki sem rivalizáció, sem kizárás. Egy egészséges ökoszférában ilyen a tiszta levegő: amit az egyik ember beszív, a másik nem veheti el tőle, feltéve, ha elég növény van a szén-dioxid lekötésére. Az ilyen közjavakra gyakran nem értelmezzük a tulajdonjogot.

### Keresletük szerint

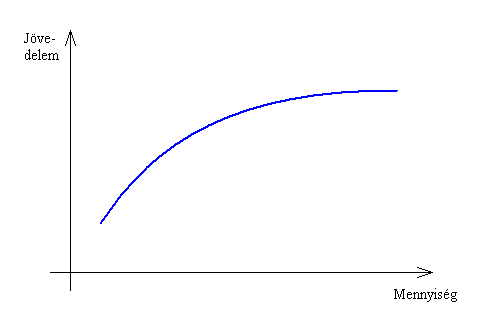
Normál jószág Engel-görbéje

- Ha a jószág fogyasztójának jövedelme nő, és ennek hatására a jószágból fogyasztott mennyiség is nő, normál jószágról beszélünk. Ha a jövedelem növekedése a fogyasztott mennyiség csökkenésével jár (ez a ritkább eset), az adott jószág inferior jószág.

Egy jószág normál vagy inferior jellege vizsgálható éppúgy egy személy, mint egy csoport vagy akár az egész piac vonatkozásában. Előfordulhat az is, hogy egy fogyasztó különböző jövedelemszintjeinél ugyanaz a jószág másként viselkedik. Például egy nagyon olcsó élelmiszer kis jövedelem mellett még normál jószág, mert csak ezt tudjuk megengedni magunknak, így jövedelmünk növekedésével ebből veszünk többet, nagyobb jövedelemnél viszont inferiorrá válik, mert már képesek vagyunk más élelmiszerek megvásárlására, így egyre inkább lemondunk az adott jószág fogyasztásáról.
Az, hogy egy jószág normál vagy inferior, az úgynevezett Engel-görbéjéről olvasható le. Ez egy olyan függvény, amely a fogyasztó vagy fogyasztói csoport különböző jövedelemszintjeihez az ekkor fogyasztandó mennyiségeket rendeli. Ha az Engel-görbe egy adott jövedelemszinten pozitív meredekségű, akkor normál, ha negatív meredekségű, akkor inferior a jószág.

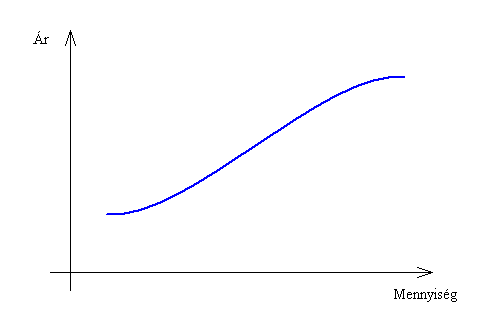
Giffen-jószág keresleti görbéje

- Kézenfekvőnek tűnik, hogy egy jószágból az árának csökkenésével egyre nagyobb mennyiséget hajlandó vásárolni a fogyasztó, és fordítva: árnövekedés esetén egyre kevesebbet. Valóban így van ez az esetek legnagyobb részében, az ilyen javakat közönséges javaknak nevezzük. Előfordul azonban néhány „extrém” helyzet, amikor hiába csökken a jószág ára, az elfogyasztott mennyiség mégis csökken és fordítva. Ezeket nevezzük paradox árhatásoknak. Gyakran fordul ilyesmi elő, ha az árat a társadalom a minőség jelzőjének tekinti – például bizonyos szeszes italok esetében. Ekkor az ár csökkenése olyan látszatot kelt, mintha a minőség is elveszne – a fogyasztó ezért kevesebbet vásárol az adott jószágból. Az ilyen javak az úgynevezett Giffen-javak.

Hasonlóan a normál és inferior javakhoz, itt is vizsgálódhatunk személyek, csoportok vagy akár az egész piac körében, illetve megtörténhet, hogy egy jószág valamilyen árszinten közönséges, egy másikon pedig már Giffenként viselkedik.
A jószág ára és a belőle fogyasztott mennyiség közti összefüggést a jószág keresleti görbéje mutatja. Ahol ez negatív meredekségű, ott közönséges, ahol pozitív, ott Giffen-jószágról beszélünk.
A kereslet törvénye kapcsolatot teremt a kétféle csoportosítás között: kimondja, hogy minden normál jószág egyben közönséges is. Egy másik fontos megállapítás így hangzik: a Giffen-javak mindegyike inferior jószág egyben. Ennek a két állításnak a bizonyítása mikroökonómiai összefüggések segítségével vezethető le.

### Helyettesítő és kiegészítő javak
Könnyen előfordulhat, hogy egy jószág fogyasztása hatással van egy másikéra. Például az autókból vásárolt mennyiség erőteljesen meghatározza az üzemanyagból vásárolt mennyiséget, hasonlóan a fehérbor fogyasztása a vörösborét.
A két példa között van egy lényeges különbség. Előbbinél az egyik jószág (az autó) árának növekedése csökkenti a másik (az üzemanyag) keresletét, hiszen ha kevesebb autót veszünk, akkor kevesebb benzint is; viszont a fehérbor árának emelkedése növeli a vörösborfogyasztást, mert az emberek az árnövekedés miatt erre az italra térnek át. Előbbi esetben kiegészítő, utóbbiban helyettesítő javakról beszélünk.

### Szállíthatóság szerint
Ingó és ingatlan javak: Míg az ingó javak, például a gépek, bútorok és a fogyasztási cikkek szinte mindegyike, szállíthatók, addig az ingatlanok alatt a földet és minden olyan jószágot értünk, amit a földdel szoros kapcsolatban létesítettek (például épületek, utak) – ezért az ingatlanok nem szállíthatók.

### Forgalmazhatóság szerint
A forgalmazható (angolul tradable, a „trade” (kereskedni) angol szóból) javak szállításának úgynevezett tranzakciós költségei elég alacsonyak ahhoz, hogy ezekkel a javakkal rendszeresen kereskedjenek az országok. Ezekkel szemben a nem forgalmazható (non-tradable) javak kereskedelme vagy nagyon költséges volna, vagy egyszerűen lehetetlen.
Az ingatlanok mindegyike és a szolgáltatások többsége nem forgalmazható jószág. Igen költséges volna például egy hajvágást másik országba „szállítani”.

### Hasznosság szerint

#### Az egyén szempontjából
Ha azt vizsgáljuk, hogy egy tetszőleges egyén a jószág elfogyasztásával jobban jár-e, mint el nem fogyasztásával, három csoportot különböztethetünk meg:
- hasznos javak – ezeknek a fogyasztásával az egyén jobban jár, mintha nem fogyasztja el őket;
- közömbös javak – ezek fogyasztása vagy nem fogyasztása az egyén számára közömbös, egyenértékű;
- káros javak – ezek esetében jobb a számára a nem fogyasztás.

A javak többségéről elmondható, hogy a fogyasztott mennyiség növekedésével előbb hasznosak, később pedig – egy telítettségi szint meghaladása után – károsként viselkednek.

#### A társadalom szempontjából
Nehéz meghatározni, hogy mi jár társadalmi szempontból haszonnal, illetve mi okoz kárt, ez általában az adott társadalom értékrendjétől függ. Tegyük azonban most fel, hogy sikerült a javakat társadalmi szempontból hasznosnak, közömbösnek, illetve károsnak minősíteni. Ekkor az a jobbik eset, ha a társadalmi szempont egybeesik a – lehetőleg minél nagyobb – többség egyéni szempontjaival. Sajnos azonban sokszor nem így van. Például az adózás, mint a jövedelmek igazságosabb átcsoportosítása és a közjavak finanszírozásának eszköze, az egyének többsége számára károsnak tűnik, társadalmilag viszont hasznos. Ezzel szemben mondjuk a drogfogyasztás bizonyos egyéneknek nagy élvezetet okoz, viszont társadalmilag károsnak tekintjük. Ilyen esetekben többnyire az állam beavatkozására van szükség, hogy a „másként gondolkodó” egyéneket társadalmilag hasznos cselekvésre kényszerítse vagy ösztönözze.

### Információs tartalom szerint
Amikor a javak között felmerül a minőségi differenciálás lehetősége, a termelő csak a legritkább esetben érdekelt a termék valódi minőségének felfedésében. Eszerint háromféle terméket különböztetünk meg (Nelson, 1970; Darby és Karni, 1973).
- keresleti javak: a fogyasztó már a vásárlás előtt meggyőződhet a termék minőségéről. Példa erre egy ruhanemű, amit fel lehet próbálni, illetve megtapintani, hogy kellemes-e az anyaga.
- tapasztalati javak: a termék minősége csak a vásárlás, rendszerint a termék fogyasztása után állapítható meg. Ilyen például egy éttermi vacsora.
- bizalmi javak: a termék minősége az elfogyasztása után sem állapítható meg. Egy gyógyszer hatása gyakran nem igazolható egy konkrét páciens esetén; vagy például egy vegyi anyag káros hatásai is csak évek, évtizedek múlva jelentkeznek, amikorra az ok-okozati összefüggések már nem egyértelműek.